# Mojmír Krejčiřík
Mojmír Krejčiřík (* 1942) je český stavební inženýr především železničních staveb, spisovatel a odborník na železniční historii.

## Život
Je absolvent Fakulty stavební VUT v Brně. Od roku 1970 pracuje v oblasti v oboru výzkumu a vývoje železničního stavebnictví.
V roce 2013 byl odborným poradcem při tvorbě pořadu Tajemství železnic pro Českou televizi.
Kritizoval záměr odsunu brněnského hlavního nádraží z centra, je jedním z 19 brněnských expertů, kteří podepsali výzvu Zastavte odsun hlavního nádraží.

## Dílo
- Po stopách našich železnic (1991)
- Malý železniční pitaval 1–4 – téměř formou detektivek popsané některé nehody a jiné mimořádné události na tratích Severní dráhy císaře Ferdinanda (1991-1992)
- Malý železniční pitaval 5 (Vydavatelství dopravní literatury Ing. Luděk Čada, ISBN 978-80-86765-18-1, s. 132, 2011, 10 ilustrací (Zdeněk Šindlauer))[4]
- Železniční móda. Vývoj železničních stejnokrojů od 19. století po současnost
- Železniční dopravní cesta. Česko-anglický a anglicko-český slovník
- Česká nádraží – Architektura a stavební vývoj – I. díl (Vydavatelství dopravní literatury Ing. Luděk Čada, ISBN 80-902706-8-9, s. 164, 2003)[5]
- Česká nádraží – Architektura a stavební vývoj – II. díl (Vydavatelství dopravní literatury Ing. Luděk Čada, ISBN 80-86765-02-4, s. 306, 2005)[6]
- Česká nádraží – Architektura a stavební vývoj – III. díl první část (Vydavatelství dopravní literatury Ing. Luděk Čada, ISBN 978-80-86765-09-9, s. 172, 2009)[7]
- Česká nádraží – Architektura a stavební vývoj – III. díl druhá část (Vydavatelství dopravní literatury Ing. Luděk Čada, ISBN 978-80-86765-12-9, s. 196, 2009)[8]
- Česká nádraží – Architektura a stavební vývoj – IV. díl první část (Vydavatelství dopravní literatury Ing. Luděk Čada, ISBN 978-80-86765-21-1, s. 242, 2013)[9]
- Česká nádraží – Architektura a stavební vývoj – IV. díl druhá část (Vydavatelství dopravní literatury Ing. Luděk Čada, ISBN 978-80-86765-23-5, s. 284, 2015)[10]
- Železniční stavební technické památky – (Jiří Ryvola, Mojmír Krejčiřík, 2003, 96 stran)
- Od „císařských drah“ ke IV. koridoru – (Jiří Ryvola, Mojmír Krejčiřík, 2006, 64 stran) – poutavé vyprávění Mojmíra Krejčiříka o historii Dráhy císaře Františka Josefa a Dráhy císařovny Alžběty doprovázené kresbami Jiřího Ryvoly, které zachycují stavby i lidi okolo jmenovaných drah
- Třetím koridorem z Prahy do Bavor – (Jiří Ryvola, Mojmír Krejčiřík, 2007, 96 stran)